# Promise (singel Milk Inc.)
Promise – szósty singel Milk Inc. nagrany z wokalistką Ann Vervoort.

## Listy utworów i wersje
(CD-single)
(1999)
1. "Promise (Radio Edit)
2. "Promise (DJ Philip Remix)